# Nati nel 1931/Agosto
| Questa pagina contiene informazioni ricavate automaticamente dalle voci biografiche con l'ausilio del template Bio e di un bot. L'aggiornamento è periodico e automatico e ricostruisce completamente la pagina. Se manca una persona in questa lista, sei pregato di non aggiungerla, ma accertati piuttosto che la sua voce biografica contenga il template Bio e che i dati anagrafici siano correttamente compilati. Se il template Bio manca, inseriscilo tu stesso o, in alternativa, metti l'avviso {{tmp\|Bio}} che ne segnala la mancanza. Se i dati riportati sono sbagliati, correggi direttamente la voce biografica; le modifiche saranno visibili in questa lista entro pochi giorni. Per chiarimenti vedi il progetto biografie. La lista contiene solo le 185 persone che sono citate nell'enciclopedia e per le quali è stato implementato correttamente il template Bio. Pagina aggiornata al 26 lug 2025. |

- 1º agosto - Lucien Blackwell, politico statunitense († 2003)
- 1º agosto - Harold Connolly, martellista statunitense († 2010)
- 1º agosto - Dino da Costa, calciatore brasiliano († 2020)
- 1º agosto - Ramblin' Jack Elliott, musicista statunitense
- 1º agosto - Cor van der Gijp, calciatore olandese († 2022)
- 1º agosto - Sunthorn Kongsompong, militare e politico thailandese († 1999)
- 1º agosto - Pietro Marascalchi, lottatore e attore italiano († 2019)
- 1º agosto - Jean Morlet, geofisico francese († 2007)
- 1º agosto - Åsbjørn Skjærpe, calciatore norvegese († 1994)
- 1º agosto - Roland Stoltz, hockeista su ghiaccio svedese († 2001)
- 1º agosto - Seán Ó Riada, compositore e direttore d'orchestra irlandese († 1971)
- 2 agosto - Luigi Arzuffi, pittore e scultore italiano († 1995)
- 2 agosto - Ruth-Maria Kubitschek, attrice tedesca († 2024)
- 2 agosto - Jurij Kuznecov, calciatore sovietico († 2016)
- 2 agosto - Leonid Lejtman, ex schermidore sovietico
- 2 agosto - Jerzy Młynarczyk, cestista e politico polacco († 2017)
- 2 agosto - Viliam Schrojf, calciatore cecoslovacco († 2007)
- 2 agosto - Takashi Takabayashi, calciatore giapponese († 2009)
- 3 agosto - Alfredo Avantifiori, compositore, pianista e paroliere italiano († 2023)
- 3 agosto - Mauro Gianneschi, ciclista su strada italiano († 2016)
- 3 agosto - Gianni Musy, attore e doppiatore italiano († 2011)
- 3 agosto - Vladimir Trusenëv, discobolo sovietico († 2001)
- 3 agosto - Paolo Vallorz, pittore italiano († 2017)
- 4 agosto - Lionel Chee, ex nuotatore e pallanuotista singaporiano
- 4 agosto - Torbjörn Lassenius, ex multiplista finlandese
- 4 agosto - Sandro Merli, attore, regista teatrale e direttore artistico italiano († 2001)
- 4 agosto - Ger van Mourik, calciatore e allenatore di calcio olandese († 2017)
- 4 agosto - Ernie Richardson, giocatore di curling canadese
- 4 agosto - Livio Roncoli, calciatore e allenatore di calcio italiano († 2013)
- 4 agosto - Robert Zellinger de Balkany, imprenditore francese († 2015)
- 5 agosto - Guido Accornero, imprenditore italiano
- 5 agosto - Billy Bingham, allenatore di calcio e calciatore nordirlandese († 2022)
- 5 agosto - Janusz Majewski, regista e sceneggiatore polacco († 2024)
- 5 agosto - Sergio Mion, calciatore italiano († 2015)
- 5 agosto - Alec Reid, presbitero irlandese († 2013)
- 6 agosto - Kadri Aytaç, allenatore di calcio e calciatore turco († 2003)
- 6 agosto - Mariarosa Brunati, insegnante italiana († 2020)
- 6 agosto - Ron Feiereisel, cestista, allenatore di pallacanestro e arbitro di pallacanestro statunitense († 2000)
- 6 agosto - Chalmers Johnson, storico, economista e saggista statunitense († 2010)
- 6 agosto - Umberto Lenzi, regista, sceneggiatore e scrittore italiano († 2017)
- 6 agosto - Mohammad-Reza Mahdavi Kani, politico e scrittore iraniano († 2014)
- 6 agosto - Ghislain de Diesbach, scrittore e biografo francese († 2023)
- 7 agosto - Dino Claudio, scrittore e poeta italiano († 2022)
- 7 agosto - Alberta Cox, cestista e allenatrice di pallacanestro statunitense († 2015)
- 7 agosto - Charis Juničev, nuotatore sovietico († 2006)
- 7 agosto - Vincenzo Siniscalchi, avvocato e politico italiano († 2024)
- 8 agosto - Rika Dialina, attrice greca
- 8 agosto - Roger Penrose, matematico, fisico e cosmologo britannico
- 9 agosto - Jerzy Jokiel, ginnasta polacco († 2020)
- 9 agosto - Jorge Carlos Dortas Olivieri, cestista brasiliano († 1966)
- 9 agosto - Dick Knostman, cestista statunitense († 2022)
- 9 agosto - Paul Schmidt, ex mezzofondista tedesco
- 9 agosto - Nigel Sims, calciatore inglese († 2018)
- 9 agosto - Mário Zagallo, calciatore e allenatore di calcio brasiliano († 2024)
- 10 agosto - Giuliano Cenci, regista italiano († 2018)
- 10 agosto - Alberto Clementoni, calciatore italiano († 2016)
- 10 agosto - Vera Colombo, ballerina italiana († 1999)
- 10 agosto - Salvatore De Rosa, allenatore di calcio italiano († 2014)
- 10 agosto - Thomas Laughlin, attore, sceneggiatore e politico statunitense († 2013)
- 10 agosto - Antonino Riccardo Luciani, musicista, direttore d'orchestra e compositore italiano († 2020)
- 10 agosto - Riccardo Malpica, prefetto e poliziotto italiano
- 10 agosto - Pepi Merisio, fotografo e fotoreporter italiano († 2021)
- 10 agosto - Doug Millward, allenatore di calcio e calciatore inglese († 2000)
- 10 agosto - Gastone Parigi, politico italiano († 2010)
- 10 agosto - Renate Holm, soprano tedesco († 2022)
- 10 agosto - Antonio Talamo, giornalista e scrittore italiano
- 11 agosto - Norberto Boggio, calciatore argentino († 2021)
- 11 agosto - Genrich Sidorenkov, hockeista su ghiaccio sovietico († 1990)
- 11 agosto - Dennis Uphill, calciatore inglese († 2007)
- 12 agosto - Ernst Fivian, ginnasta svizzero († 2021)
- 12 agosto - William Goldman, scrittore, drammaturgo e sceneggiatore statunitense († 2018)
- 12 agosto - Esther Guyer, architetta svizzera
- 12 agosto - Tito Marchioro, fumettista italiano († 2004)
- 12 agosto - Otto Carlos Phol da Nóbrega, cestista brasiliano († 2000)
- 12 agosto - Nadine Sanders, attrice e ex modella statunitense
- 12 agosto - Thomas Anthony White, arcivescovo cattolico irlandese († 2017)
- 13 agosto - Ragnar Larsen, calciatore norvegese († 1997)
- 13 agosto - Norman Read, marciatore neozelandese († 1994)
- 14 agosto - Betty Blue, modella, showgirl e attrice statunitense († 2000)
- 14 agosto - Silvana Castignone, filosofa e attivista italiana († 2023)
- 14 agosto - Ghulam Mustafa Jatoi, politico pakistano († 2009)
- 14 agosto - Jaime Ramírez, calciatore cileno († 2003)
- 14 agosto - Frederic Raphael, scrittore e sceneggiatore statunitense
- 14 agosto - Achille Sicari, chirurgo italiano († 2014)
- 14 agosto - Giovanni Zucchi, canottiere italiano († 2021)
- 15 agosto - Haytham al-Maleh, avvocato e attivista siriano
- 15 agosto - Richard Heck, chimico statunitense († 2015)
- 15 agosto - Helga Klein, velocista tedesca († 2021)
- 15 agosto - Roberto Massi, docente e politico italiano († 2012)
- 15 agosto - Wera Nepy, cantante italiana († 2017)
- 15 agosto - Arnaldo Novelletto, psicoanalista italiano († 2006)
- 15 agosto - Janice Rule, attrice e ballerina statunitense († 2003)
- 15 agosto - Kushal Pal Singh, imprenditore indiano
- 15 agosto - Talal bin Abd al-Aziz Al Sa'ud, principe, politico e imprenditore saudita († 2018)
- 16 agosto - Alessandro Mendini, architetto, designer e artista italiano († 2019)
- 16 agosto - Kakuichi Mimura, calciatore giapponese († 2022)
- 16 agosto - Gurnam Singh, mezzofondista e maratoneta indonesiano († 2006)
- 17 agosto - Lia Di Leo, attrice italiana († 2006)
- 17 agosto - Nicolas Gessner, regista e sceneggiatore ungherese († 2023)
- 17 agosto - Tito García, attore spagnolo († 2003)
- 17 agosto - Zdravko Ježić, pallanuotista e chimico croato († 2005)
- 17 agosto - Jacques Neirynck, ingegnere elettrotecnico e politico belga († 2025)
- 17 agosto - Francesco Piazza, pittore, incisore e poeta italiano († 2007)
- 18 agosto - Mario Alessi, diplomatico e giornalista italiano († 2020)
- 18 agosto - François Brune, scrittore e religioso francese († 2019)
- 18 agosto - Seymour Chwast, designer statunitense
- 18 agosto - Luciano Cirri, critico teatrale e giornalista italiano († 1983)
- 18 agosto - Fiorella Diamantini, pittrice italiana († 2019)
- 18 agosto - Virginio Epis, alpinista e militare italiano († 2025)
- 18 agosto - Kjell-Olof Feldt, politico svedese († 2025)
- 18 agosto - Oleg Gončarenko, pattinatore di velocità su ghiaccio sovietico († 1986)
- 18 agosto - William O'Malley, gesuita statunitense († 2023)
- 18 agosto - Paolo Ordanini, pianista, vibrafonista e sassofonista italiano († 2023)
- 18 agosto - Jeremy Summers, regista britannico († 2016)
- 18 agosto - Hans Tietmeyer, economista e banchiere tedesco († 2016)
- 18 agosto - Victor Wartel, ciclista su strada belga († 2018)
- 18 agosto - Grant Williams, attore statunitense († 1985)
- 18 agosto - Faruq al-Qaddumi, guerrigliero e politico palestinese († 2024)
- 18 agosto - Hans van Mierlo, politico e giornalista olandese († 2010)
- 19 agosto - Alberto Balestrini, ex schermidore argentino
- 19 agosto - Luigi Celeghin, musicista e organista italiano († 2012)
- 19 agosto - Elena Cotta, attrice italiana
- 19 agosto - James Crabe, direttore della fotografia statunitense († 1989)
- 19 agosto - Aldo Eminente, nuotatore francese († 2021)
- 19 agosto - Derek Gardner, ingegnere britannico († 2011)
- 19 agosto - Marianne Koch, attrice tedesca
- 19 agosto - Noemi Serpellon, ex cestista italiana
- 19 agosto - Bill Shoemaker, fantino statunitense († 2003)
- 20 agosto - Bernd e Hilla Becher, artista e fotografo tedesco († 2007)
- 20 agosto - Alain Goraguer, compositore, arrangiatore e pianista francese († 2023)
- 20 agosto - Don King, dirigente sportivo e imprenditore statunitense
- 21 agosto - Alberto Basso, musicologo italiano
- 21 agosto - Sante Begalli, calciatore italiano († 2008)
- 21 agosto - Bill Bolger, cestista statunitense († 2009)
- 21 agosto - Barry Foster, attore britannico († 2002)
- 21 agosto - McCoy Ingram, cestista statunitense († 1998)
- 21 agosto - Pete Retzlaff, giocatore di football americano statunitense († 2020)
- 21 agosto - Giovanni Romano, calciatore italiano († 2010)
- 21 agosto - Nobel Vega, attore e personaggio televisivo cubano († 2023)
- 22 agosto - Maurice Gee, scrittore e anglista neozelandese († 2025)
- 22 agosto - Ruy Guerra, regista, sceneggiatore e montatore brasiliano
- 22 agosto - John Wofford, cavaliere statunitense († 2021)
- 23 agosto - Coccinelle, cantante, attrice e ballerina francese († 2006)
- 23 agosto - Barbara Eden, attrice e cantante statunitense
- 23 agosto - Alessandro Mazzoni, ingegnere aeronautico italiano († 2016)
- 23 agosto - Hamilton Smith, biologo statunitense
- 23 agosto - Pavao Tekavčić, linguista e italianista croato († 2007)
- 23 agosto - David Čerkasskij, regista e sceneggiatore sovietico († 2018)
- 24 agosto - Helen Fletcher, tennista britannica († 2022)
- 24 agosto - Hubertus von Pilgrim, scultore e incisore tedesco
- 24 agosto - Franca Tamantini, attrice italiana († 2014)
- 25 agosto - Cecil D. Andrus, politico statunitense († 2017)
- 25 agosto - Hal Fishman, giornalista e conduttore televisivo statunitense († 2007)
- 25 agosto - Peter Gilmore, attore inglese († 2013)
- 25 agosto - Karl Jarosch, ex calciatore austriaco
- 25 agosto - Franco Morganti, saggista italiano († 2020)
- 25 agosto - Regis Philbin, conduttore televisivo, comico e cantante statunitense († 2020)
- 26 agosto - Fausto Cereti, dirigente d'azienda italiano († 2025)
- 26 agosto - Frank Farrelly, psichiatra statunitense († 2013)
- 26 agosto - Giovanni Invernizzi, calciatore e allenatore di calcio italiano († 2005)
- 26 agosto - Kálmán Markovits, pallanuotista ungherese († 2009)
- 26 agosto - Zeferino Nandayapa, musicista, compositore e arrangiatore messicano († 2010)
- 26 agosto - Franco Serpa, latinista, musicologo e germanista italiano († 2022)
- 26 agosto - Ann E. Todd, attrice statunitense († 2020)
- 27 agosto - Sri Chinmoy, filosofo e poeta indiano († 2007)
- 27 agosto - Roman Opałka, pittore polacco († 2011)
- 27 agosto - Andrea Scotti, attore italiano († 2003)
- 27 agosto - Henri Thellin, calciatore belga († 2006)
- 28 agosto - Chris Avram, attore rumeno († 1989)
- 28 agosto - George Chalhoub, cestista egiziano († 2014)
- 28 agosto - Cristina Deutekom, soprano olandese († 2014)
- 28 agosto - Shun'ichirō Okano, allenatore di calcio e calciatore giapponese († 2017)
- 28 agosto - John Shirley-Quirk, basso-baritono inglese († 2014)
- 28 agosto - Silvio Tongiani, politico italiano († 2018)
- 28 agosto - Sven Tumba, hockeista su ghiaccio, calciatore e golfista svedese († 2011)
- 29 agosto - Giorgio Ferrari, politico italiano († 1997)
- 29 agosto - Alessandro Tagliolini, scultore italiano († 2000)
- 29 agosto - Evelyn de Rothschild, imprenditore, filantropo e mecenate britannico († 2022)
- 30 agosto - Jack Swigert, astronauta statunitense († 1982)
- 30 agosto - Agustín Sánchez, calciatore spagnolo († 2015)
- 30 agosto - Jōji Yanami, doppiatore giapponese († 2021)
- 31 agosto - Jean Béliveau, hockeista su ghiaccio canadese († 2014)
- 31 agosto - Bernard Bennett, giocatore di snooker inglese († 2002)
- 31 agosto - Sergio Matteucci, attore, doppiatore e conduttore radiofonico italiano († 2020)
- 31 agosto - Noble Willingham, attore statunitense († 2004)